# Torch (navegador)
Torch es un navegador y suit de internet basado en Chromium desarrollado por Torch Media. El navegador Torch permite navegar en Internet además de otras múltiples tareas como son mostrar sitios web, compartir sitios web por redes sociales, descargar torrents, acelerar descargas y grabar archivos multimedia, todo directamente del navegador. El navegador Torch es comercialmente denominado Freeware.
Torch está basada en el código fuente de Chromium. La versión más reciente de Torch, 45.0.0.11172, usa la versión 45 de Chromium, por lo que es compatible con todos los complementos y extensiones disponibles en la tienda Chrome. El 18 de junio de 2013, Torch anunció que había superado los 10 millones de usuarios activos.
El sitio de descarga de archivos torrent, The Pirate Bay, ha dado su aprobación para que Torch abra su sitio web.

## Características
El navegador ha incorporado el cliente de BitTorrent por lo que permite a los usuarios descargar archivos torrent. Los usuarios pueden compartir directamente los sitios, vídeos, audio y resultados de búsqueda con sus cuentas de Facebook y Twitter.
El 18 de junio de 2013, Torch anunció una versión para Mac y Windows que incluye un acelerador de descargas integrado. En la misma versión también incluyó Torch Music, un servicio de descubrimiento de música social que organiza vídeos de música disponible en YouTube en una interfaz fácil de usar. Los usuarios pueden encontrar fácilmente y reproducir videos, crear listas de reproducción, y seguir elecciones musicales de sus amigos de Facebook. Torch Music se integra directamente en el navegador Torch, que incluye un controlador incorporado para controlar la música desde cualquier pestaña del navegador.
El 1 de julio de 2013, la versión de Torch 25.0.0.3712 fue lanzada. El lanzamiento contó con la posibilidad de descargar vídeos de Instagram y de Vine con un solo clic. la capacidad de Torch para descargar vídeos de Instagram se presentó en CNET'sTekzilla Daily.
El 26 de febrero de 2014, la versión de Torch 29.0.0.6508 fue lanzada. El lanzamiento contó con la posibilidad de personalizar el aspecto y el tacto de los usuarios de Facebook utilizando temas preestablecidos. Los usuarios pueden personalizar estos temas o crear uno por su propia cuenta. La página personalizada de un usuario es visible para él(ella)  misma (o)  y, además, si el usuario lo permite, a cualquiera que visite la página del usuario original a partir de otro navegador de Torch.
El 20 de mayo de 2014, la versión de Torch 33.0.0.6975 fue lanzada La versión actualizada del motor de Chrome utilizado por Torch presentó un reproductor integrado para transmitir los torrents descargados antes de que se complete la descarga.

## Recepción
Las críticas de Torch han evolucionado con el tiempo, como un navegador que continua agregando características y funcionalidades. Las primeras versiones del navegador han recibido críticas mixtas, con un poco de alabar su interesante combinación característica, mientras que otros señalaron la falta de complemento de apoyo (un problema que se ha resuelto en las versiones más recientes).
En octubre de 2012, El Blog Herald dijo de Torch:. "El navegador Web Torch está construido sobre un marco ligero que ofrece lo que parece ser la seguridad decente. Si te gusta navegar por la web, mientras que descargas varios archivos este podría ser el navegador perfecto para tu arsenal de aplicaciones web. En general, han quedado satisfechos con el navegador de Torch y yo sólo espero que sigan creciendo sus funciones de compartir de manera más sencillas y que puedan ser experimentados y así tomar más archivos. "
En la revisión de Torch en diciembre de 2012, dijo CNET de Torch 2.0.0.1614: "Un navegador Web todo en uno nada despreciable, pero el navegador Torch no te a ayudar lejos de Chrome o Firefox a pesar de que tiene muchas opciones. como el de compartir medios es una brisa de aire frío para la sociedad. El navegador Torch simplemente no es lo suficientemente bueno para ganar los corazones de la gente. Se queda en el rendimiento y sus características principales no valen la pena para hacer el cambio [...] Torch intenta labrarse su nicho por ser un navegador todo en uno ... Sin embargo, no hace ninguna de esas cosas lo suficientemente bien como para reemplazar el que actualmente utiliza. Una vez que llegue a la novedad, se hace evidente que el navegador Torch no es tan poderoso como en su portal web. Es notablemente más lento que otros navegadores y no tienen el mismo tipo de complemento de apoyo. El diseño es simplemente una estafa del código abierto de otros navegadores, más populares. Nada de esto dice que el uso de todo es una mala experiencia, Torch todavía corre en círculos alrededor de Internet Explorer y sería una importante actualización ahí ... Aunque no es una amenaza para Firefox o Chrome, Torch es bastante fácil de usar y sólo podría impresionar a usuarios de Internet Explorer. Las personas que descargan archivos pesados pueden disfrutar del gestor de descargas de torrent y los medio de comunicación que vienen con él, también. "
PC Advisor, en abril de 2013 la revisó de la versión más reciente, dio a Torch 3.5 / 5 estrellas y lo elogió: "Este es un gran navegador alternativo que añade algunos extras interesantes en la parte superior del motor de Chrome Vale la pena probar."
En una revisión marzo de 2015 por parte de Techradar,  Jamie Hinks hizo una publicación llamada Torch 39 que dice:  "es una excelente alternativa para todos aquellos que buscan un navegador que rompe las reglas".

## Críticas
Acusación de Software no Deseado
Torch Media recibe pagos de compañías como Ask.com para acoplar los programas potencialmente no deseados con el navegador. A los usuarios se les puede pedir instalar barras de herramientas de búsqueda o programas adware durante la instalación. Estos programas incluidos comúnmente hacen una o más de las siguientes cosas:
- Cambiar página de inicio del navegador del usuario a una página con anuncios

- Cambiar motor de búsqueda predeterminado del usuario

- Evitar que el usuario cambie su motor de búsqueda predeterminado y la página principal
- Recopilar y publicar datos sobre internet comportamiento de navegación del usuario
- Añadir barras de herramientas a los navegadores de los usuarios
- Proyectar anuncios en sitios web que son visitadas por el usuario
- Si bien esta práctica se considera controvertido por algunos, los usuarios tienen la oportunidad de optar por el software patrocinado y Torch afirma que funciona bien sin ella.[16]

Torch hace afirmaciones contradictorias sobre el software que le atribuyen. Su solucionador de problemas en línea afirma que "Torch no instala barras de herramientas adicionales", mientras que al mismo tiempo afirmar que "el programa de instalación de Torch puede incluir una barra de herramientas opcional de Ask.com" en otra página.